# Brussels Summer Festival
 (août 2013).
Pour les articles homonymes, voir Summer Festival (homonymie) et BSF.
Le Brussels Summer Festival (en français : Festival d'Été de Bruxelles) ou BSF (anciennement nommé Eu'ritmix) est un festival urbain organisé au cœur de Bruxelles.
Créé par la ville de Bruxelles en 2002, le Brussels Summer Festival est né d’une volonté commune d’acteurs culturels, touristiques et institutionnels bruxellois de proposer un événement annuel au cœur même de la capitale à la fin de l’été. La manifestation qui ne durait à l'origine que trois jours a rapidement pris de l'importance, et a, dès sa troisième année, attiré plus de 100 000 spectateurs.
Désormais ancré dans la tradition bruxelloise, le festival est un rendez-vous multiculturel et populaire, dorénavant arrimé dans le Quartier Royal (Place des Palais, Place du Musée et Parc Royal).
À l’origine consacrée aux cultures et aux musiques des régions d’Europe, la programmation s’est ensuite élargie à d’autres horizons : jazz, folk, rock, pop, world music, electro, hip-hop, musique classique, etc.
Le BSF est un festival de musique en plein air mais organise aussi 70 concerts en salles (dans les bars et clubs du centre-ville), une collaboration avec cinq des principaux musées bruxellois au Mont des Arts, un « Apéro urbain » spécial, un BBQ urbain, une soirée en collaboration avec Bruxelles Les Bains, un village urbain, un évènement consacré à de la musique classique (Classissimo), du théâtre de rue, etc.

## Programmation

### 2016
Abd al Malik – Alaska Gold Rush – An Pierlé – Antoince Hénaut – Anwar – Aprile – Baloji – Balthazar – Beautiful Badness – Brisa Roché – Caravan Palace – Caribbean Dandee feat Joeystarr & Nathy – Cocoon – Cœur de pirate – Compact Disk Dummies – Dez Mona – Emma Bale – Fat Freddy’s Drop – Feu! Chatterton – Fishbach – Flavien Berger – Fun Lovin’ Criminals – Georgio – Grandgeorge – Guts – Heymoonshaker – Hollywood Porn Stars – Hooverphonic – Housse de Racket – Hubert – Félix Thiéfaine – Hyphen Hyphen – Jay-Jay Johanson – Jeremy Loops – Julian Perretta – Kennedy’s Bridge – Keziah Jones – La Grande Sophie – La Muerte – La Smala & friends – Lost Frequencies – Louane – Louise Attaque – Luke – Markus Mann – Mickey3d – Mustii – My Diligence – Nada Surf – Pete Doherty – Pony Pony Run Run – Recorders – Roscoe – Rose – Sage – Selim – Senso – Songhoy Blues – St Germain – The K – The Shoes – The Sore Losers – tindersticks – Ulysse – Vald – Vismets – We Are Match

### 2017
Adrien Soleiman  – Akro  – Alex Germys  – Allez Allez  – André Brasseur  – Atomic Spliff  – BaliMurphy  – Bears of Legend  – Benjamin Schoos  – Bimbo Delice  – Black Box Revelation  – Boulevard des Airs  – Calypso Rose  – Clara Luciani  – Clare Louise  – David Leo  – Delta  – Faon Faon  – Feist  – Fishbach  – French Fuse  – Goldfrapp  – Goose  – Guizmo  – Henri PFR  – I. Paduart & Q. Dujardin (feat M. Katche)  – Igit  – Jacle Bow  – Jahneration  – Jain  – Jil Caplan  – Joe Bel  – Klô Pelgag  – Konoba  – Krono  – La Femme  – Lara  – Las Aves  – Laura Crowe  – Le 8e Groupe  – Le Manou  – Lescop  – Lisa Leblanc  – Little Hurricane  – Magyd Cherfi  – Mass Hysteria  – MHD  – Mia Lena  – Milow  – Mountain Bike  – Mugwump  – Noa  – Nouvelle Vague  – Octave Noire  – Ollebirde  – Orbital  – Oyster Node  – Ozark Henry  – Pale Grey  – Part-Time Friends  – Pet Shop Boys  – Piano Club  – Pierce Brothers  – Puggy  – Radical Face  – Rémy Bricka  – Rinôçerôse  – Rive  – Sacha Toorop  – Saule  – Seven  – Soldout  – Sonnfjord  – Talisco  – Teemid  – The Black Tartan Clan  – The Divine Comedy  – The Jesus and Mary Chain  – The Pirouettes  – The Tringlers  – Trust  – Typh Barrow  – Va À La Plage  – Viktor Lazlo  – Wild Shelter – WUMAN

### 2018
Abel Caine – Adam Naas – Alice Merton – Arsenal – Atome – BirdPen – Calexico – Camille – Carpenter Brut – Chance – Charlotte – Clara Luciani – dEUS – DBFC – Ebbene – Fantastic Negrito – Feder – Fink – Foé – FùGù Mango – General Elektriks – Glass Museum – Goodbye Moscow – Hervé – Hollydays – Jasper Steverlinck – Juniore – King Child – La Smala – Last Train – Les Negresses Vertes – Lord Gasmique – Lylac – Malo' – Matmatah – Millionaire – Noa Moon – Ofenbach – Orelsan – Pale Grey – Part-Time Friends – R.O x Konoba – Raphael – Raxola – Roméo Elvis x Le Motel – Sage – Shaka Ponk – Slongs – Sonnfjord – Soviet Suprem – St James – Stef Kamil Carlens – The Experimental Tropic Blues Band – The Inspector Cluzo – Theo Clark – Therapie Taxi – Thirty Seconds To Mars – Todiefor – Wild Shelter – YellowStraps – Youngr

### 2019
|                  | mercredi 14 août                                      | jeudi 15 août                                        | vendredi 16 août                                                     | samedi 17 août                            | dimanche 18 août                           |
| Place des Palais | Arden Son Lux Tove Lo Christine and The Queens        | Lord & Hardy Columbine Caballero & JeanJass Booba    | Behind The Pines Manic Street Preachers Hooverphonic Giorgio Moroder | Zappeur Palace Suarez Hyphen Hyphen KYO   | Leomind MØ Rudimental Lost Frequencies     |
| La Madeleine     | Glauque Dampa SEIN                                    | Martha Da'ro Nana Adjoa Ozya                         | Ykons Inuït Whispering Sons                                          | Tanaë Clou Mogli                          | Le Manou Rive Alice et Moi                 |
| Mont des Arts    | Krakin' Kellys Eiffel Collectif 13 Les Fatals Picards | Pomme Grand Blanc Stuck In The Sound Feu! Chatterton | Lonepsi KIKESA S.Pri Noir Gringe                                     | GRAViiTY Todiefor The Avener The Magician | The Pirouettes Blanche Mustii Alvaro Soler |